# Viola betonicifolia
Viola betonicifolia Sm. – gatunek roślin z rodziny fiołkowatych (Violaceae). Występuje naturalnie na obszarze od wschodniego Afganistanu po Japonię i Australię. 

## Rozmieszczenie geograficzne
Rośnie naturalnie w Azji Południowej, Południowo-Wschodniej, na Dalekim Wschodzie oraz w Australii. Został zaobserwowany Afganistanie, Pakistanie, Indiach, na Sri Lance, w Nepalu, Bangladeszu, Mjanmie, Chinach (w prowincjach Anhui, Fujian, Guangdong, Kuangsi, Kuejczou, Hajnan, Henan, Hubei, Hunan, Jiangsu, Jiangxi, Shaanxi, Syczuan, Junnan i Zhejiang oraz południowo-wschodnim Tybecie), na Tajwanie, w Wietnamie, Laosie, Tajlandii, Indonezji (na Sumatrze, Jawie, Celebes oraz Małych Wyspach Sundajskich), na Filipinach, Nowej Gwinei oraz w Australii (w stanach Queensland, Nowa Południowa Walia, Wiktoria, Australia Południowa i Tasmania). 

## Morfologia

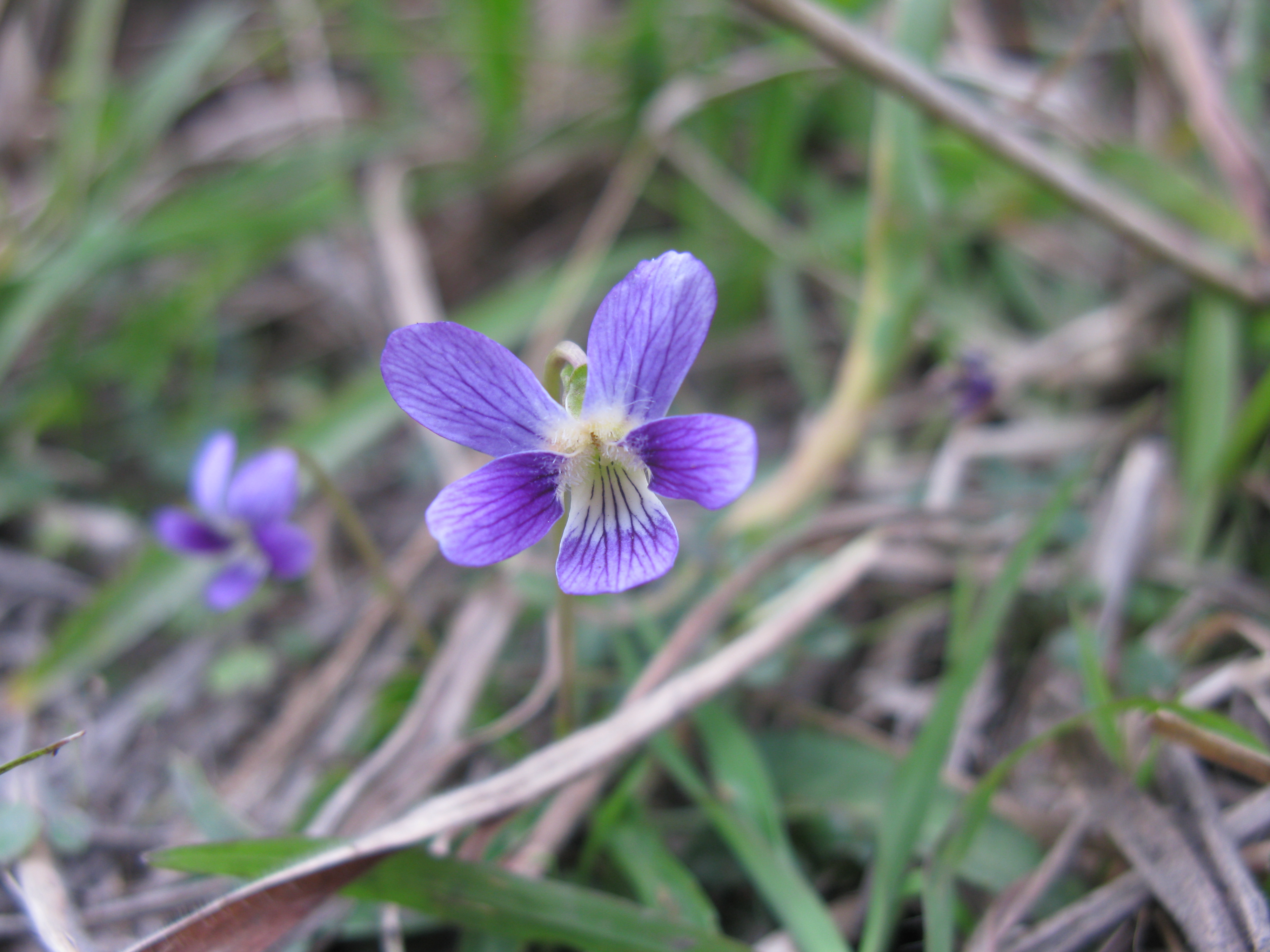
Kwiat

PokrójBylina bezłodygowa, tworzy kłącza.
LiścieZebrane w rozetę. Blaszka liściowa ma kształt od lancetowatego do owalnie trójkątnego. Mierzy 2–7,5 cm długości oraz 0,5–3 cm szerokości, jest karbowana na brzegu, ma nasadę od sercowatej do ściętej i ostry wierzchołek. Ogonek liściowy jest nagi i ma 1,5–13 cm długości. Przylistki są równowąsko lancetowate.
KwiatyPojedyncze, wyrastające z kątów pędów. Mają działki kielicha o owalnie lancetowatym kształcie i dorastające do 5–6 mm długości. Płatki są odwrotnie jajowate, mają barwę od białej do purpurowej oraz 10–12 mm długości, płatek przedni jest owalny, mierzy 13-15 mm długości, wyposażony w obłą ostrogę o długości 2-4 mm.
OwoceTorebki mierzące 6-9 mm długości, o kształcie od elipsoidalnego do podługowatego.

## Biologia i ekologia
Rośnie na łąkach, brzegach cieków wodnych, polach uprawnych i zaroślach. 

## Zmienność
W obrębie tego gatunku oprócz podgatunku nominatywnego wyróżniono dwa podgatunki oraz jedną odmianę:
- V. betonicifolia subsp. jaunsariensis (W.Becker) H.Hara – występuje  w Afganistanie, Pakistanie oraz północnych Indiach (w Kotlinie Kaszmirskiej)[5]
- V. betonicifolia subsp. nova-guineensis D.M.Moore – występuje na Filipinach, w Indonezji (na Sumatrze, Celebes oraz Małych Wyspach Sundajskich), na Nowej Gwinei i w Australii (w stanie Queensland oraz na terytorium Norfolk)[6]
- V. betonicifolia var. yuanfengia S.S.Ying – występuje na Tajwanie[7]